# جون ماكفيرسون (لاعب كرة قدم)
جون ماكفيرسون (بالإنجليزية: John McPherson)‏ هو لاعب كرة قدم بريطاني (وحمل سابقاً جنسية المملكة المتحدة لبريطانيا العظمى وأيرلندا) في مركز الهجوم، ولد في 19 يونيو 1868 في المملكة المتحدة، وتوفي في 31 يوليو 1926 في اسكتلندا في المملكة المتحدة. شارك مع منتخب اسكتلندا لكرة القدم. أما مع النوادي، فقد لعب مع نادي رينجرز ونادي كيلمارنوك ورابطة كرة القدم الاسكتلندية الحادية عشر ‏ وCowlairs F.C. ‏.

## وصلات خارجية
- جون ماكفيرسون على موقع الاتحاد الإسكتلندي (الإنجليزية)
- جون ماكفيرسون على موقع قاعدة بيانات كرة القدم.إي يو (الإنجليزية)
- جون ماكفيرسون على موقع ناشيونال فوتبول تيمز (الإنجليزية)